# Campionato mondiale di hockey su ghiaccio femminile Under-18 2016
Il 9º Campionato mondiale di hockey su ghiaccio femminile U-18 è stato assegnato dall'International Ice Hockey Federation al Canada, che lo ha ospitato nella città di St. Catharines nella settimana tra l'8 e il 15 gennaio 2016. Lo stato nordamericano tornò a ospitare un'edizione del campionato mondiale femminile U-18 dopo l'edizione inaugurale del 2008 disputata a Calgary. Nella finale gli Stati Uniti si sono aggiudicati per la quinta volta il titolo sconfiggendo il Canada con il punteggio di 3-2 all'overtime. Al terzo posto invece è giunta la Svezia, che ha avuto la meglio sulla Russia per 2-1.

## Campionato di gruppo A

### Partecipanti
Al torneo prendono parte 8 squadre:
| 6 dall'Europa     | Finlandia | Francia     |
| 6 dall'Europa     | Rep. Ceca | Russia      |
| 6 dall'Europa     | Svezia    | Svizzera    |
| 2 dal Nordamerica | Canada    | Stati Uniti |

### Gironi preliminari
Le otto squadre partecipanti sono state divise in due gironi da 4 cinque squadre ciascuno: le compagini che si classificano ai primi due posti del Girone A si qualificano direttamente alle semifinali. Le altre due squadre del Girone A e le prime due classificate di quello B disputano invece i quarti di finale. Le ultime due formazioni del Girone B disputano spareggio al meglio delle tre gare per evitare la retrocessione in Prima Divisione.

#### Girone A
| St. Catharines 8 gennaio 2016, ore 16:00 UTC-5 | Stati Uniti | 6 – 0 (2-0; 1-0; 3-0) referto | Rep. Ceca | Meridian Centre (584 spett.) |

| St. Catharines 8 gennaio 2016, ore 19:30 UTC-5 | Canada | 5 – 2 (2-0; 3-2; 0-0) referto | Russia | Meridian Centre (3.564 spett.) |

| St. Catharines 9 gennaio 2016, ore 16:00 UTC-5 | Russia | 0 – 6 (0-0; 0-4; 0-2) referto | Stati Uniti | Meridian Centre (1.707 spett.) |

| St. Catharines 9 gennaio 2016, ore 19:30 UTC-5 | Canada | 11 – 0 (3-0; 7-0; 1-0) referto | Rep. Ceca | Meridian Centre (3.389 spett.) |

| St. Catharines 11 gennaio 2016, ore 16:00 UTC-5 | Rep. Ceca | 2 – 3 (0-1; 0-2; 2-0) referto | Russia | Meridian Centre (797 spett.) |

| St. Catharines 11 gennaio 2016, ore 19:30 UTC-5 | Stati Uniti | 4 – 1 (2-0; 1-0; 1-1) referto | Canada | Meridian Centre (4.016 spett.) |

| Pos. |             | PG | V | VOT | POT | P | GF | GS | DR  | Pt | Accede a         |
| 1.   | Stati Uniti | 3  | 3 | 0   | 0   | 0 | 16 | 1  | +15 | 9  | Semifinali       |
| 2.   | Canada      | 3  | 2 | 0   | 0   | 1 | 17 | 6  | +11 | 6  | Semifinali       |
| 3.   | Russia      | 3  | 1 | 0   | 0   | 2 | 5  | 13 | -8  | 3  | Quarti di finale |
| 4.   | Rep. Ceca   | 3  | 0 | 0   | 0   | 3 | 2  | 20 | -18 | 0  | Quarti di finale |

#### Girone B
| St. Catharines 8 gennaio 2016, ore 12:00 UTC-5 | Finlandia | 11 – 1 (2-0; 5-0; 4-1) referto | Francia | Meridian Centre (3.521 spett.) |

| St. Catharines 8 gennaio 2016, ore 14:00 UTC-5 | Svezia | 5 – 1 (3-0; 1-0; 1-1) referto | Svizzera | Seymour-Hannah Centre (471 spett.) |

| St. Catharines 9 gennaio 2016, ore 12:00 UTC-5 | Svizzera | 2 – 0 (0-0; 1-0; 1-0) referto | Finlandia | Meridian Centre (578 spett.) |

| St. Catharines 9 gennaio 2016, ore 14:00 UTC-5 | Svezia | 7 – 0 (2-0; 3-0; 2-0) referto | Francia | Seymour-Hannah Centre (406 spett.) |

| St. Catharines 11 gennaio 2016, ore 12:00 UTC-5 | Finlandia | 3 – 1 (1-0; 1-1; 1-0) referto | Svezia | Meridian Centre (2.635 spett.) |

| St. Catharines 11 gennaio 2016, ore 14:00 UTC-5 | Svizzera | 6 – 0 (1-0; 3-0; 2-0) referto | Francia | Seymour-Hannah Centre (211 spett.) |

| Pos. |           | PG | V | VOT | POT | P | GF | GS | DR  | Pt | Accede a         |
| 1.   | Finlandia | 3  | 2 | 0   | 0   | 1 | 13 | 4  | +9  | 6  | Quarti di finale |
| 2.   | Svezia    | 3  | 2 | 0   | 0   | 1 | 14 | 4  | +10 | 6  | Quarti di finale |
| 3.   | Svizzera  | 3  | 2 | 0   | 0   | 1 | 9  | 5  | +4  | 6  | Spareggio        |
| 4.   | Francia   | 3  | 0 | 0   | 0   | 3 | 1  | 24 | -23 | 0  | Spareggio        |

### Spareggio per non retrocedere
Le ultime due classificate del Girone B si sfidano al meglio delle tre gare. La perdente dello spareggio viene retrocessa in Prima Divisione.
| St. Catharines 12 gennaio 2016, ore 12:00 UTC-5 | Svizzera | 5 – 1 (2-1; 0-0; 3-0) referto | Francia | Meridian Centre (224 spett.) |

| St. Catharines 14 gennaio 2016, ore 12:00 UTC-5 | Francia | 0 – 2 (0-1; 0-0 ; 0-1) referto | Svizzera | Meridian Centre (537 spett.) |

### Fase ad eliminazione diretta
|  | Quarti di finale | Quarti di finale | Quarti di finale |  |  | Semifinali | Semifinali  | Semifinali |  |  | Finali          | Finali          | Finali          |
|  |                  |                  |                  |  |  |            |             |            |  |  |                 |                 |                 |
|  |                  |                  |                  |  |  | A1         | Stati Uniti | 4          |  |  |                 |                 |                 |
|  | A4               | Rep. Ceca        | 2                |  |  | B1         | Svezia      | 0          |  |  |                 |                 |                 |
|  | B1               | Svezia           | 3                |  |  |            |             |            |  |  | A1              | Stati Uniti     | 3               |
|  |                  |                  |                  |  |  |            |             |            |  |  | A2              | Canada          | 2               |
|  |                  |                  |                  |  |  | A2         | Canada      | 4          |  |  |                 |                 |                 |
|  | A3               | Russia           | 3                |  |  | A3         | Russia      | 0          |  |  | Finale 3° posto | Finale 3° posto | Finale 3° posto |
|  | B2               | Finlandia        | 0                |  |  |            |             |            |  |  | B1              | Svezia          | 2               |
|  |                  |                  |                  |  |  |            |             |            |  |  | A3              | Russia          | 1               |

#### Quarti di finale
| St. Catharines 12 gennaio 2016, ore 16:00 UTC-5 | Rep. Ceca | 2 – 3 (0-0; 2-1; 0-2) referto | Svezia | Meridian Centre (444 spett.) |

| St. Catharines 12 gennaio 2016, ore 19:30 UTC-5 | Russia | 3 – 0 (1-0; 0-0; 2-0) referto | Finlandia | Meridian Centre (1.011 spett.) |

#### Semifinali
| St. Catharines 14 gennaio 2016, ore 16:00 UTC-5 | Stati Uniti | 4 – 0 (1-0; 2-0; 1-0) referto | Svezia | Meridian Centre (711 spett.) |

| St. Catharines 14 gennaio 2016, ore 19:30 UTC-5 | Canada | 4 – 0 (1-0; 1-0; 2-0) referto | Russia | Meridian Centre (2.819 spett.) |

#### Finale per il 5º posto
| St. Catharines 14 gennaio 2016, ore 12:00 UTC-5 | Rep. Ceca | 3 – 1 (1-0; 1-0; 1-1) referto | Finlandia | Seymour-Hannah Centre (187 spett.) |

#### Finale per il 3º posto
| St. Catharines 15 gennaio 2016, ore 16:00 UTC-5 | Russia | 1 – 2 (0-1; 0-0; 1-0) referto | Svezia | Meridian Centre (1.192 spett.) |

#### Finale
| St. Catharines 15 gennaio 2016, ore 19:30 UTC-5 | Stati Uniti | 3 – 2 (d.t.s.) (0-1; 1-1; 1-0) referto | Canada | Meridian Centre (5.516 spett.) |

### Classifica marcatrici
| Giocatrice        | PG | G | A | Pt | +/- | MP |
| ----------------- | -- | - | - | -- | --- | -- |
| Alina Müller      | 5  | 7 | 2 | 9  | +5  | 10 |
| Natalie Snodgrass | 5  | 6 | 1 | 7  | +8  | 6  |
| Fanuza Kadirova   | 6  | 5 | 2 | 7  | +1  | 0  |
| Rahel Enzler      | 5  | 1 | 6 | 7  | +4  | 0  |
| Jessica Adolfsson | 6  | 1 | 6 | 7  | +2  | 6  |
| Rebecca Gilmore   | 5  | 4 | 2 | 6  | +6  | 0  |
| Petra Nieminen    | 5  | 4 | 2 | 6  | +4  | 2  |
| Celine Tedenby    | 6  | 4 | 2 | 6  | +2  | 6  |
| Ashton Bell       | 5  | 3 | 3 | 6  | +6  | 4  |
| Jenniina Nylund   | 5  | 2 | 4 | 6  | +2  | 4  |

### Classifica portieri
| Giocatrice         | Min    | TC  | GS | SO | MGS  | Sv%   |
| ------------------ | ------ | --- | -- | -- | ---- | ----- |
| Alex Gulstene      | 181:47 | 158 | 3  | 1  | 0.99 | 95.45 |
| Tila Pajarinen     | 179:36 | 95  | 4  | 0  | 1.34 | 93.33 |
| Emma Söderberg     | 240:00 | 52  | 7  | 0  | 1.75 | 93.27 |
| Vanessa Bolinger   | 279:36 | 87  | 6  | 2  | 1.29 | 91.04 |
| Valeria Tarakanova | 288:40 | 184 | 14 | 1  | 2.91 | 90.07 |

### Classifica finale
| Pos | Squadra     |
| --- | ----------- |
| 1   | Stati Uniti |
| 2   | Canada      |
| 3   | Svezia      |
| 4   | Russia      |
| 5   | Rep. Ceca   |
| 6   | Finlandia   |
| 7   | Svizzera    |
| 8   | Francia     |

| Promossa nel Gruppo A:         | Giappone |
| Retrocessa in Prima divisione: | Francia  |

#### Riconoscimenti
Riconoscimenti individuali
| Premio                   | Giocatrice         |
| ------------------------ | ------------------ |
| Miglior giocatrice (MVP) | Valeria Tarakanova |
| Miglior portiere         | Emma Söderberg     |
| Miglior difensore        | Cayla Barnes       |
| Miglior attaccante       | Alina Müller       |

All-Star Team

| Attacco:  | Fanuza Kadirova - Ashton Bell - Alina Müller |
| Difesa:   | Cayla Barnes - Jessica Adolfsson             |
| Portiere: | Emma Söderberg                               |

## Prima Divisione
Il Campionato di Prima Divisione si è svolto in un unico girone all'italiana a Miskolc, in Ungheria, fra il 10 e il 16 gennaio 2016.

### Classifica
| Pos. |            | PG | V | VOT | POT | P | GF | GS | DR  | Pt |
| 1.   | Giappone   | 5  | 5 | 0   | 0   | 0 | 18 | 2  | +16 | 15 |
| 2.   | Germania   | 5  | 3 | 1   | 0   | 1 | 19 | 8  | +11 | 11 |
| 3.   | Slovacchia | 5  | 3 | 0   | 1   | 1 | 18 | 9  | +9  | 10 |
| 4.   | Norvegia   | 5  | 2 | 0   | 0   | 3 | 14 | 12 | +2  | 6  |
| 5.   | Ungheria   | 5  | 1 | 0   | 0   | 4 | 4  | 24 | -20 | 3  |
| 6.   | Danimarca  | 5  | 0 | 0   | 0   | 5 | 2  | 20 | -18 | 0  |

| Promossa nel Gruppo A:                   | Giappone  |
| Retrocessa nel Gruppo di qualificazione: | Danimarca |

## Qualificazione alla Prima Divisione
Il torneo di qualificazione alla Prima Divisione si è svolto in un due gironi all'italiana a Spittal an der Drau e a Radenthein, in Austria, fra il 7 e l'11 gennaio 2016.

### Gruppo A
| Pos. |            | PG | V | VOT | POT | P | GF | GS | DR  | Pt |
| 1.   | Austria    | 3  | 3 | 0   | 0   | 0 | 20 | 1  | +19 | 9  |
| 2.   | Kazakistan | 3  | 2 | 0   | 0   | 1 | 20 | 7  | +13 | 6  |
| 3.   | Cina       | 3  | 1 | 0   | 0   | 2 | 12 | 11 | +1  | 3  |
| 4.   | Romania    | 3  | 0 | 0   | 0   | 3 | 3  | 36 | -33 | 0  |

### Gruppo B
| Pos. |             | PG | V | VOT | POT | P | GF | GS | DR  | Pt |
| 1.   | Italia      | 3  | 3 | 0   | 0   | 0 | 15 | 3  | +12 | 9  |
| 2.   | Regno Unito | 3  | 2 | 0   | 0   | 1 | 7  | 6  | +1  | 6  |
| 3.   | Polonia     | 3  | 1 | 0   | 0   | 2 | 14 | 7  | +7  | 3  |
| 4.   | Australia   | 3  | 0 | 0   | 0   | 3 | 2  | 22 | -20 | 0  |

#### Finale
| Spittal an der Drau 11 gennaio 2016, ore 15:30 UTC+1 | Austria | 3 – 2 (1-2; 1-0; 1-0) referto | Italia | Eis-Sport-Arena (736 spett.) |

| Promossa in Prima Divisione:             | Austria   |
| Retrocessa nel Gruppo di qualificazione: | Danimarca |